# Gold Vol. 1
Gold Vol. 1 è la settima compilation in lingua francese della cantante canadese Céline Dion, distribuita in Francia il 2 ottobre 1995. Essa presenta quattordici canzoni registrate tra il 1982 e il 1988, tra le quali Ne partez pas sans moi, vincitrice dell'Eurovision Song Contest 1988. Successivamente l'album fu rilasciato anche in altri paesi del mondo, con molti titoli, copertine ed etichette musicali diverse. 
Gold Vol. 1 è stato certificato doppio disco d'oro in Francia, dove ha raggiunto la posizione numero 30 nella classifica degli album più venduti. L'album ha guadagnato ottimi posti nelle classifiche, scalandole, in Belgio, Vallonia, Giappone e Regno Unito.

## Antefatti e contenuti
Dopo il successo di D'eux, diventato l'album in lingua francese più venduto di tutti i tempi, varie etichette musicali di tutto il mondo pubblicarono diverse compilation degli anni '80, della Dion, con le prime registrazioni. 
Etichette musicali, con copertine e titoli diversi: 
- Gold Vol. 1
- For You
- Les premières années
- Ne partez pas sans moi
- La Romance
- Les premières chansons vol. 1
- The Best of Early Years
- Classique - A Love Collection

Gold Vol. 1 è stato pubblicato il 2 ottobre 1995 in Francia mentre le altre versioni sono state rilasciate successivamente nel resto d'Europa, Asia, Australia e Sud America.

## Accoglienza
Rob Theakston di AllMusic attribuì all'album tre stelle su cinque, osservando che "le esibizioni offrono uno sguardo sullo stile in via di sviluppo che Dion avrebbe poi fatto suo". Sulla stessa rivista, James Christopher Monger valutò con due stelle e mezzo, osservando che "l'album presenta quattordici tracce nella lingua francese originaria di Céline Dion dai suoi anni pre-Titanic, tutti molto popolari in Canada e Francia".
Gold Vol. 1 raggiunse la trentesima posizione della classifica degli album in Francia nell'ottobre 1995, ottenendo così il doppio disco d'oro nel 2000, dopo aver venduto 385 400 copie. L'album ha raggiunto il picco alla numero trentadue in Belgio nel novembre del 1995 e alla numero sessantaquattro in Giappone nel marzo del 1996. 
Nel Regno Unito, l'album fu pubblicato sotto due etichette musicali diverse: D Sharp Music (For You) ed Epic Records (Les premières années). For You raggiunse la posizione numero 138 nella classifica UK Albums nel febbraio 1996, mentre Les premières années fu pubblicato nel Regno Unito nell'ottobre 1996, raggiungendo, così, la numero 135 nel settembre 1998.

## Tracce

### Gold Vol. 1
1. D'amour ou d'amitié – 4:00 (Eddy Marnay, Jean Pierre Lang, Roland Vincent)
2. Visa pour les beaux jours – 3:25 (Marnay, Christian Loigerot, Thierry Geoffroy)
3. Ne partez pas sans moi – 3:08 (Nella Martinetti, Atilla Şereftuğ)
4. Les oiseaux du bonheur – 3:39 (Marnay, André Popp)
5. Tellement j'ai d'amour pour toi – 2:57 (Marnay, Hubert Giraud)
6. La religieuse – 3:28 (Didier Barbelivien)
7. C'est pour toi – 4:02 (Marnay, François Orenn)
8. Avec toi – 3:28 (Marnay, Loigerot, Geoffroy)
9. Mon rêve de toujours – 4:19 (Marnay, Jean-Pierre Goussaud)
10. Du soleil au cœur – 2:42 (Marnay, Jean Claude Massoulier, Popp)
11. À quatre pas d'ici – 3:55 (Marnay, Peter Sinfield, Andy Hill)
12. Un amour pour moi – 3:18 (Marnay, Loigerot Geoffroy)
13. Billy – 3:05 (Marnay, Patrick Lemaitre)
14. Comment t'aimer – 4:01 (Marnay, Romano Musumarra)